# لااون ۱۲۲۷۹
سیارک ۱۲۲۷۹ (به انگلیسی: 12279 Laon، نامگذاری:1990WP4) دوازده هزار و دویست و هفتاد و نهمین سیارک کشف شده‌است که در ۱۶ نوامبر ۱۹۹۰ کشف شد.
قدر مطلق سیارک برابر ۴۲.۶ است.